# Tipula (Eumicrotipula) kuscheli
Tipula (Eumicrotipula) kuscheli is een tweevleugelige uit de familie langpootmuggen (Tipulidae). De soort komt voor in het Neotropisch gebied.